# إليزابيث فريتش
إليزابيث فريتش (بالإنجليزية: Elizabeth Fritsch)‏ هي خزافة بريطانية، ولدت في 1940 في ويلز في المملكة المتحدة.

## وصلات خارجية
- الموقع الرسمي